# 久米島中継局
久米島中継局（くめじまちゅうけいきょく）は沖縄県島尻郡久米島町（久米島）にあるラジオ・テレビの中継局。なお、本項では、島の東部をエリアとする久米島東中継局（くめじまひがしちゅうけいきょく）及び、コミュニティ放送局であるFM久米島の送信所についても併せて記述する。

## 放送エリア
久米島中継局
- 久米島全域（NHKテレビ・OTVは島の東部が久米島東中継局のエリア）

久米島東テレビ中継局
- 久米島東部（町役場仲里庁舎周辺）

## 沿革
- 1963年6月1日 - 琉球放送(RBC)がテレビ中継局を開局（US7ch・500mW）[1][2]。
- 1971年4月1日 - 沖縄放送協会(OHK)がテレビ中継局を開局。本土復帰1年前だったこともあり、当初から日本式チャンネルにより開局した（JA3ch・10W）[3]。
- 1972年5月15日 - 本土復帰によりOHKはNHK沖縄放送局となり、OHKテレビはNHK総合テレビの中継局となる。これとともに、NHK教育テレビの放送を沖縄本島と同時に開始（1ch・10W）[4]。
- 1974年3月24日 - NHK-FM放送中継局、沖縄本島と同時に開局（84.2MHZ・10W）。
- 1977年2月10日 - 沖縄テレビ放送(OTV)が久米島中継局を開局（57ch・30W）。VHFチャンネルの余裕が無かったこともあり、当初からUHFで放送を開始した[5]。
- 1981年7月15日 - RBCのテレビ中継局が送信機更新に伴い、JA4ch・10Wに変更[6]。
- 1988年3月29日 - OTVが久米島中継局の受信改善のため、久米島東中継局を開局（61ch・1W）[7]。
- 1995年2月8日 - NHKがEスポによる受信障害を改善するため、同局のテレビチャンネルをVHFからUHFに変更。同時に久米島東中継局を開局（久米島中継局は30W、久米島東中継局・1W）[8]。
- 1995年10月1日 - 琉球朝日放送(QAB)、久米島中継局を開局と同時に設置（42ch・30W）。
- 1999年 - 沖縄地上デジタル放送研究開発支援センターが放送実験用として定置受信所設置（ - 2004年）。
- 2007年12月1日 - 久米島中継局で地上デジタルテレビジョン放送開始（3W）。
- 2008年12月1日 - 久米島東中継局での地上デジタルテレビジョン放送開始（100mW）。
- 2011年7月24日 - 地上アナログテレビジョン放送終了。
- 2012年1月24日 - FM久米島に予備免許交付。
- 2012年4月20日 - FM久米島に本免許交付。
- 2012年5月17日 - FM久米島での本放送開始（89.7MHZ・80W）。

## 久米島中継局

### 地上デジタルテレビ放送
| ID | 放送局名           | 物理 チャンネル | 空中線 電力 | ERP | 放送対象地域 | 放送区域 内世帯数 | 開局日         |
| -- | ------------------ | --------------- | ----------- | --- | ------------ | ----------------- | -------------- |
| 1  | NHK 沖縄総合       | 33              | 3W          | 12W | 沖縄県       | 2,680世帯         | 2007年 12月1日 |
| 2  | NHK 沖縄教育       | 25              | 3W          | 12W | 全国         | 2,680世帯         | 2007年 12月1日 |
| 3  | RBC 琉球放送       | 30              | 3W          | 12W | 沖縄県       | 2,680世帯         | 2007年 12月1日 |
| 5  | QAB 琉球朝日放送   | 32              | 3W          | 12W | 沖縄県       | 2,680世帯         | 2007年 12月1日 |
| 8  | OTV 沖縄テレビ放送 | 31              | 3W          | 12W | 沖縄県       | 2,680世帯         | 2007年 12月1日 |

- アナログと同じ仲村渠に設置。

### 地上アナログテレビ放送
- 送信所所在地：久米島町字仲村渠田幸原（宇江城岳西方高地）

| チャンネル | 放送局名           | 空中線 電力       | ERP               | 放送対象地域 | 放送区域 内世帯数 | 開局日         |
| ---------- | ------------------ | ----------------- | ----------------- | ------------ | ----------------- | -------------- |
| 4          | RBC 琉球放送       | 映像10W/ 音声2.5W | 映像32W/ 音声7.9W | 沖縄県       | 約3,450世帯       | 1963年 6月1日  |
| 34         | NHK 沖縄教育       | 映像30W/ 音声7.5W | 映像135W/ 音声34W | 全国         | 約2,300世帯       | 1972年 5月15日 |
| 36         | NHK 沖縄総合       | 映像30W/ 音声7.5W | 映像135W/ 音声34W | 沖縄県       | 約2,300世帯       | 1971年 4月1日  |
| 42         | QAB 琉球朝日放送   | 映像30W/ 音声7.5W | 映像135W/ 音声34W | 沖縄県       | 約2,300世帯       | 1995年 10月1日 |
| 57         | OTV 沖縄テレビ放送 | 映像30W/ 音声7.5W | 映像135W/ 音声34W | 沖縄県       | 約2,300世帯       | 1977年 2月10日 |

- 2011年7月24日をもってすべて廃止された。
- NHK総合は前身のOHKテレビとして開局した1971年4月 - 1995年2月にはJA3chで放送された[3]。
- NHK教育は放送開始された1972年5月 - 1995年2月は1chで放送された。
- RBCは復帰直後までUS7chで放送されたが、1980年代にJA4chへ変更された（ちなみにアメリカ式の7chと日本式の4chの使用周波数はほぼ同じ）。また沖縄県内民放テレビでは唯一VHFの中継局である。

### FMラジオ放送
- 送信所所在地：久米島町字仲村渠田幸原（宇江城岳西方高地、テレビ中継局と同じ）

| 周波数 （MHz） | コールサイン    | 放送局名   | 空中線 電力 | ERP   | 放送対象地域 | 放送区域 内世帯数            | 開局日         |
| -------------- | --------------- | ---------- | ----------- | ----- | ------------ | ---------------------------- | -------------- |
| 84.2           | 無し （中継局） | NHK 沖縄FM | 10W         | 10.5W | 沖縄県       | 不明                         | 1974年 3月     |
| 89.7           | JOZZ0BW-FM      | FM久米島   | 80W         | 149W  | 久米島町     | 3,898世帯 （久米島町全世帯） | 2012年 5月17日 |

- AMラジオ各局と県域民放FM局であるFM沖縄は沖縄本島の親局から直接受信可能。

## 久米島東テレビ中継局

### 地上デジタルテレビ放送
| ID | 放送局名           | 物理 チャンネル | 空中線 電力 | ERP   | 放送対象地域 | 放送区域 内世帯数 | 開局日         |
| -- | ------------------ | --------------- | ----------- | ----- | ------------ | ----------------- | -------------- |
| 1  | NHK 沖縄総合       | 20              | 100mW       | 380mW | 沖縄県       | 1,282世帯         | 2008年 12月1日 |
| 2  | NHK 沖縄教育       | 19              | 100mW       | 370mW | 全国         | 1,282世帯         | 2008年 12月1日 |
| 3  | RBC 琉球放送       | 21              | 100mW       | 400mW | 沖縄県       | 1,282世帯         | 2008年 12月1日 |
| 5  | QAB 琉球朝日放送   | 23              | 100mW       | 400mW | 沖縄県       | 1,282世帯         | 2008年 12月1日 |
| 8  | OTV 沖縄テレビ放送 | 22              | 100mW       | 400mW | 沖縄県       | 1,282世帯         | 2008年 12月1日 |

- 2008年12月1日に放送開始（送信所はアナログと同じ宇根真泊に設置）。
- アナログでは未設置のRBCとQABもデジタル新局として開局した。

### 地上アナログテレビ放送
- 送信所所在地：久米島町字宇根真泊

| チャンネル | 放送局名           | 空中線 電力       | ERP                | 放送対象地域 | 放送区域 内世帯数 | 開局日         |
| ---------- | ------------------ | ----------------- | ------------------ | ------------ | ----------------- | -------------- |
| 49         | NHK 沖縄教育       | 映像1W/ 音声250mW | 映像4.4W/ 音声1.1W | 沖縄県       | 約1,150世帯       | 1995年 2月8日  |
| 51         | NHK 沖縄総合       | 映像1W/ 音声250mW | 映像4.4W/ 音声1.1W | 全国         | 約1,150世帯       | 1995年 2月8日  |
| 61         | OTV 沖縄テレビ放送 | 映像1W/ 音声250mW | 映像4.4W/ 音声1.1W | 沖縄県       | 約1,150世帯       | 1988年 3月29日 |

- 2011年7月24日をもってすべて廃止された。
- 久米島東局においてはOTVのみ開局している。なお、RBCは久米島中継局でカバーできたため中継局未設置、QABは中継局未計画。
- NHKは久米島中継局がUHFにチャンネル変更した際に開局。